# Kattarp
Kattarp is een plaats in de gemeente Helsingborg in de provincie Skåne län en het landschap Skåne, dit zijn de zuidelijkste provincie en landschap van Zweden. De plaats heeft 706 inwoners (2005) en een oppervlakte van 53 hectare.